# 黄坑镇 (仁化县)
黄坑镇位于仁化县东南面，距仁化县城约15公里，东接南雄市、始兴县，南与周田镇相连，西接仁化县城，北与闻韶镇相接，西面的石山属典型的丹霞地貌，现己被列为丹霞山世界地质公园的一部分。
黄坑一直以来属曲江县管辖，自2003年，丹霞山被评为世界地质公园后，为便于对丹霞世界地质公园的保护和开发，与原属曲江的周田、大桥两镇一并划入仁化县管辖。
全镇面积16699公顷，主要以山地为主，其中有林地14256公顷，耕地1581公顷。黄坑镇全镇人口有1.4万人，下辖7个村委会和1个社区居委会，共有77个自然村。黄坑镇主要以林业、蚕桑、农业为主。黄坑狗颈白毛茶曾在中国第二届中国农业博览会上获得银奖，具有保健作用。

## 行政区划
现辖：
黄坑社区、高塘村、古竹村、黄坑村、蓝田村、下营村、小溪村和曰庄村。